# Patrick Gibson
Patrick Leo Kenny-Gibson (Irlanda, 19 de abril de 1995) é um ator irlandês, conhecido pela participação na série The OA.